# Rachid Taouil
Rachid Taouil (en arabe : رشيد طويل) est un footballeur algérien né le 14 janvier 1990 à Aïn El Turk dans la wilaya d'Oran. Il évoluait au poste d'avant-centre.

## Biographie
Il évolue en première division algérienne avec le club, du WA Tlemcen. Il dispute 41 matchs en inscrivant deux buts en Ligue 1.